# Heugleville-sur-Scie
Heugleville-sur-Scie – miejscowość i gmina we Francji, w regionie Normandia, w departamencie Sekwana Nadmorska.
Według danych na rok 1990 gminę zamieszkiwało 509 osób, a gęstość zaludnienia wynosiła 39 osób/km² (wśród 1421 gmin Górnej Normandii Heugleville-sur-Scie plasuje się na 448. miejscu pod względem liczby ludności, natomiast pod względem powierzchni na miejscu 207.).